# Nagy prérityúk

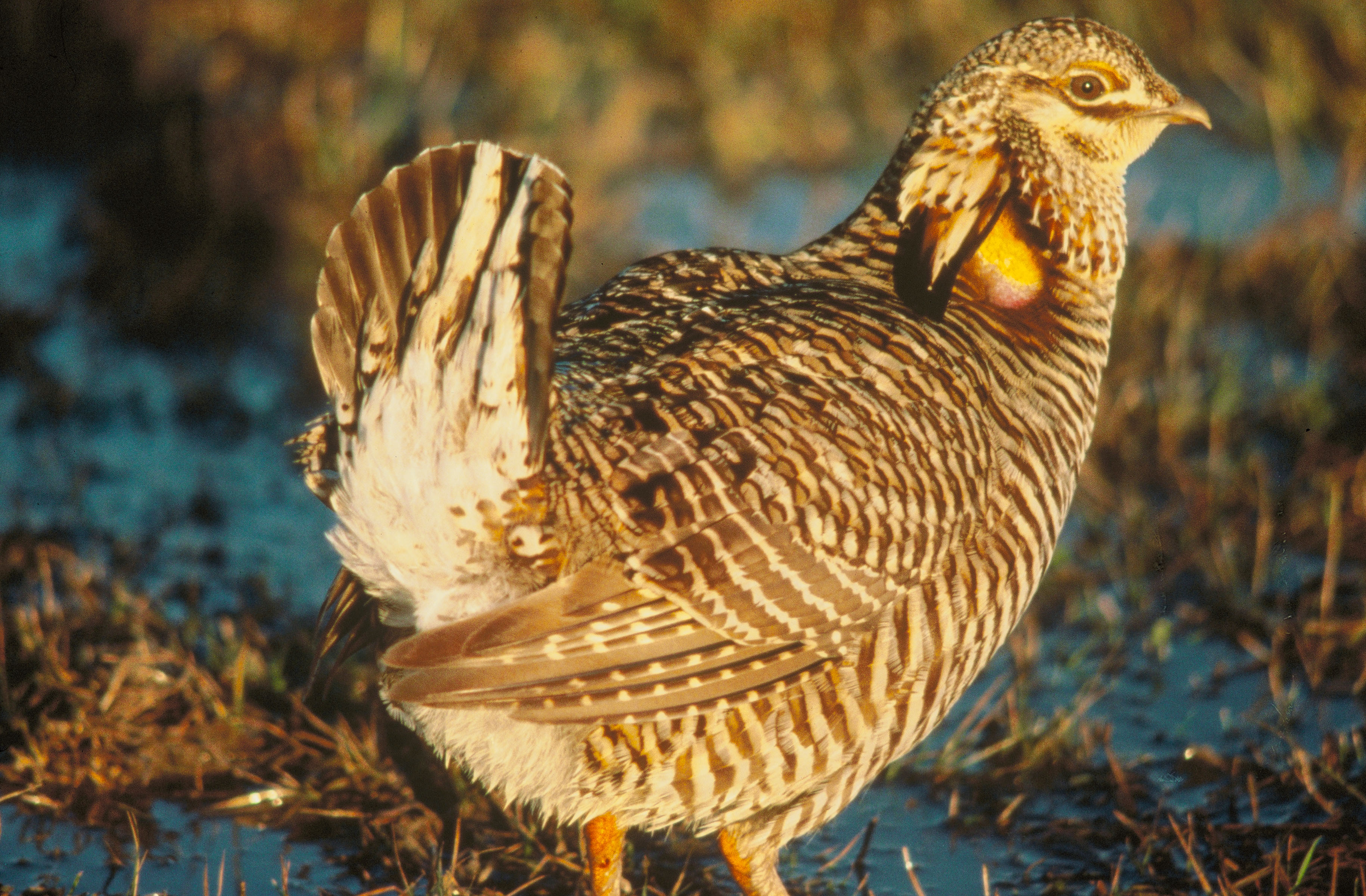

A nagy prérityúk (Tympanuchus cupido) a madarak (Aves) osztályának tyúkalakúak (Galliformes) rendjébe, ezen belül a fácánfélék (Phasianidae) családjába tartozó faj.

## Előfordulása
Kanadában csak Saskatchewan és Manitoba államokban, az Amerikai Egyesült Államok-ban Colorado egyes részein, Michigan, Wisconsin, Illinois, Kansas és Missouri államokban, valamint délre Oklahomáig és a texasi tengerpart menti prérikig található meg. Az utóbbi 50 évben számuk csökkent.

## Alfajai
- Tympanuchus cupido attwateri Bendire, 1893
- Tympanuchus cupido cupido (Linnaeus, 1758)
- Tympanuchus cupido pinnatus (Brewster, 1885) – kihalt 1932-ben

## Megjelenése
A nagy prérityúk hossza 41-46 centiméter, a hím nagyobb a nősténynél, farka eléri a 10 centimétert. A kakas és a tojó hasonlít egymáshoz. Tollazatuk alaptónusa barna, sárgás bőrszínű harántcsíkok díszítik. A farok rövid, félkör alakú, hátsó része fehéres színű. A hím kormánytollai sötétek, a nőstényéi csíkosak. A hím sárga nyakbőrén hólyagok vannak, melyeket dürgéskor felfúj. Szeme fölött sárga „rózsákat” láthatunk. Ha tíz fültollát felhúzza, azok apró szarvakként merednek az ég felé. A nőstény kisebb a hímnél, tollazata azonban hasonló. A tíz kicsi fültoll rajta is megtalálható, ezek azonban rövidebbek, és nem tudja felállítani őket.

## Életmódja
A nagy prérityúk társas madár. Tápláléka lágyszárú növényekből, fűfélékből, gabonafélékből, rovarokból, levelekből,  magokból és gyümölcsökből áll.

## Szaporodása
A költési időszak május–június között van. A fészek egy talajba vájt kis mélyedésben van. Egy fészekaljban 11-12 olajszínű, barna pettyes tojás található. A tojásokon csak a tojó kotlik, 23-26 napon keresztül. A kiscsibék már az első nap tudnak szaladni és 8-10 hétig az anyjukkal maradnak.